# Ляйдер, Фрида
Фрида Ляйдер, также Лейдер (нем. Frida Leider; 18 апреля 1888, Берлин, Германия — 4 июня 1975, там же) — немецкая оперная певица (драматическое сопрано), оперный режиссёр и музыкальный педагог.

## Биография
Фрида Ляйдер родилась в 1888 году в Берлине. Её родителями были Эрнст Ляйдер, плотник, и его жена Анна Редлих. Несмотря на отсутствие средств, родители сумели дать дочери образование, и она закончила одну из лучших гимназий для девочек. После преждевременной смерти отца Фриде пришлось зарабатывать на жизнь частными уроками, а также в качестве служащей в банке. Однако ей хотелось заниматься музыкой, и она начала брать уроки игры на фортепиано и пения. Когда её услышал Гуго Рюдель, дирижёр берлинской оперы, он определил её голос как драматическое сопрано и порекомендовал Фриде продолжать занятия.
В 1915 году Фрида Ляйдер получила ангажемент в опере Галле. Её дебют состоялся в партии Венеры в вагнеровском «Тангейзере». Однако, поскольку она не имела опыта сценической игры, контракт вскоре был расторгнут. Впоследствии Ляйдер некоторое время пела в Ростоке и Кёнигсберге, а с 1919 года — в Гамбурге. Постепенно она сформировала обширный репертуар, включая такие роли, как Норма в одноимённой опере Беллини, графиня в «Женитьбе Фигаро» и заглавная роль в «Тристане и Изольде» Вагнера. Наконец, в 1923 году Фрида Ляйдер вошла в состав труппы Берлинской государственной оперы.

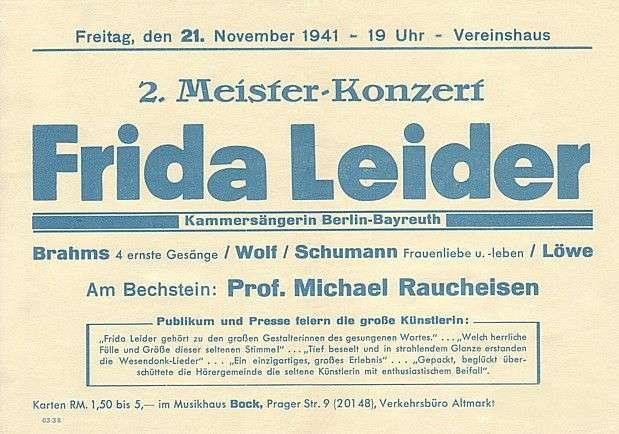
Афиша выступления Фриды Ляйдер в 1941 году

В последующие годы певица много гастролировала, в том числе в миланском театре Ла Скала, Парижской опере, Венской государственной опере и т. д. С 1924 по 1938 год она пела в лондонском Ковент-Гардене, в первую очередь в операх Вагнера, но также Моцарта, Глюка и Верди. С 1928 года певица принимала участие в Байрёйтском фестивале. С 1932 года последовали ангажементы в опере Чикаго, с 1933 — в Метрополитен-опера.
В 1930 году Фрида Ляйдер вышла замуж за Рудольфа Демана, концертмейстера Берлинской государственной капеллы. Он был гражданином Австрии и евреем по происхождению. После прихода к власти Гитлера австрийское гражданство некоторое время служило ему защитой, но в 1938 году он был вынуждены бежать в Швейцарию. Фрида помогала ему деньгами, однако их брак в 1943 году был официально расторгнут, возможно, из-за ужесточения репрессий в отношении лиц, состоящих в браке с евреями. Супруги воссоединились в Берлине в 1946 году.
В послевоенные годы Ляйдер был предложен новый ангажемент в качестве солистки, однако она предпочла преподавание и оперную режиссуру. С 1948 по 1958 год она преподавала вокал в Берлинском музыкальном колледже. В числе поставленных ею опер были «Гензель и Гретель» Хумпердинка, «Летучий голландец» Вагнера, «Тристан и Изольда» (с Фуртвенглером в качестве дирижёра), «Валькирия» и пр. Последнее выступление Фриды Ляйдер в качестве певицы состоялось в 1946 году. В 1958 году Ляйдер ушла на пенсию, а в 1959 году опубликовала книгу мемуаров «Das war mein Teil».
Фрида Ляйдер умерла 4 июня 1975 года и была похоронена на берлинском кладбище Хеерштрассе. Сохранился ряд записей, осуществлённых певицей при жизни: как оперных арий, так и немецких Lieder.